# Solanum nuricum
Solanum nuricum är en potatisväxtart som beskrevs av Michael Nee. Solanum nuricum ingår i släktet skattor som ingår i familjen potatisväxter. Inga underarter finns listade i Catalogue of Life.